# Grandes Playas
Las Grandes Playas son un conjunto de playas de Corralejo, en el municipio de La Oliva, de la isla de Fuerteventura (Canarias, España).
Está formado por las playas de:
- Los Martos
- El Viejo
- Larga
- El Pozo
- El Caserón

Comprende en total una longitud de 3 kilómetros y medio y gran parte de ellas se encuentran dentro del parque natural de Corralejo, un bello y excepcional paraje natural. También se las conoce como las playas de los hoteles, debido a unos hoteles que son la única construcción dentro del paraje natural, que han sido muy discutidos por su emplazamiento.
Varias de las playas son nudistas y algunas cuentan con pequeñas "fortificaciones" con cantos rodados y rocas a modo de cuevas o resguardos y como la mayoría de las playas naturales de la isla, son muy protegidas y cuidadas por los isleños.
Debido a su gran extensión, la ocupación es baja, pese a ser uno de los lugares que más gente atrae. Tanto locales, como turistas.
Se dan unas condiciones muy favorables para la práctica de los tres deportes acuáticos preferidos en la isla, como son el surf, el windsurf y el kitesurf.
- Datos: Q5884762